# Camarea sericea
Camarea sericea là một loài thực vật có hoa trong họ Malpighiaceae. Loài này được A.St.-Hil. mô tả khoa học đầu tiên năm 1823.